# Velký titul rakouského císaře

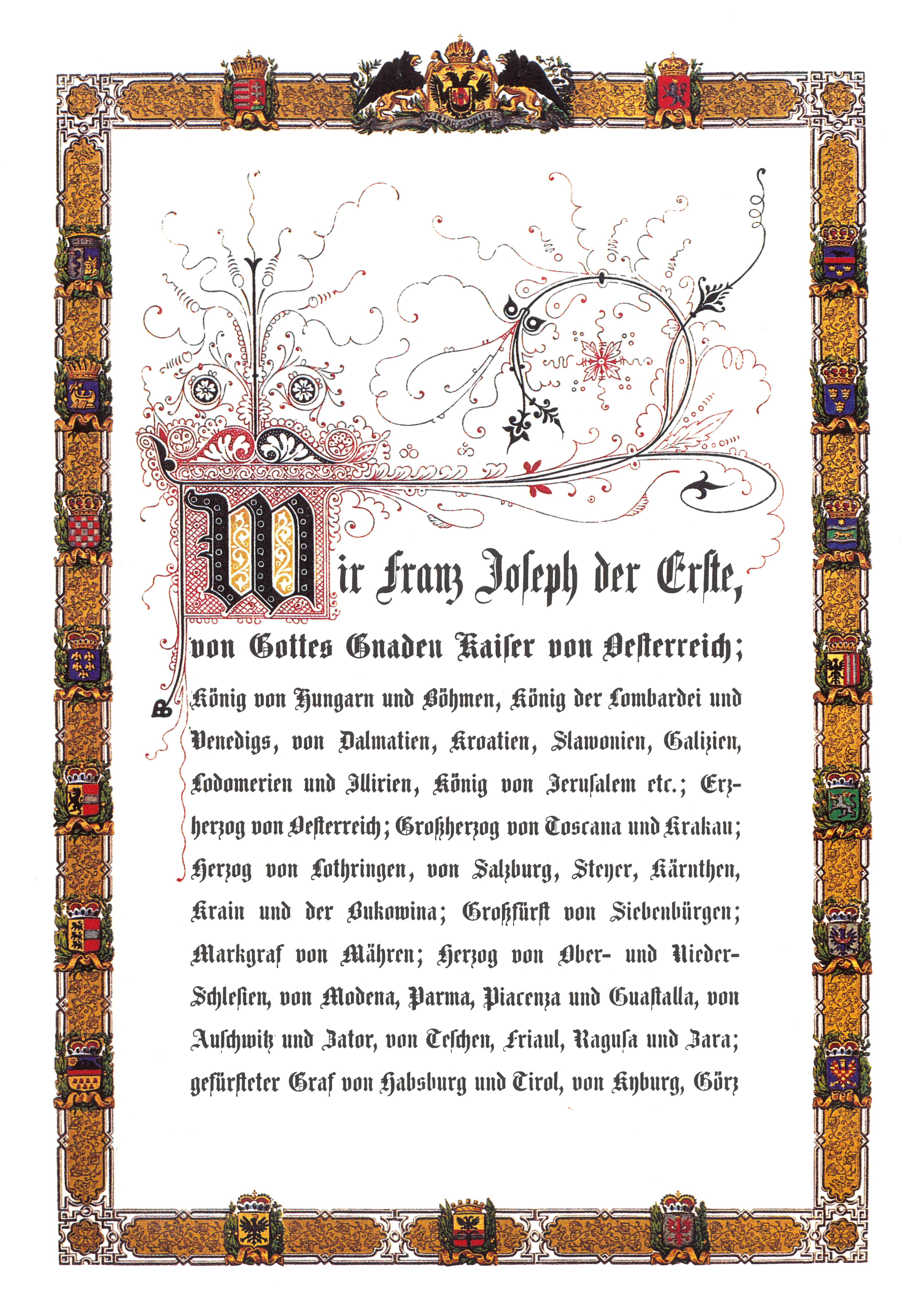
První strana Únorového patentu z roku 1861 s velkým titulem císaře

Velký titul rakouského císaře byl oficiální seznam korun, titulů a důstojností, které rakouskému císaři náleželi od založení říše v roce 1804 až do konce monarchie v roce 1918.
Rakouská říše byla vyhlášena, když se Svatá říše římská sama rozpustila. Rakouským císařem se stal bývalý císař Svaté říše římské František II. V souladu s tradicí a již drženými tituly vyhlásil velký titul ke kodifikaci nejdůležitějších panovnických titulů různých zemí a území pod vládou Habsburků a také titulárních panovníků dřívějších majetků. S rakousko-uherským kompromisem z roku 1867 byl hlavní název opět mírně upraven. Ačkoli rakouský císař byl také nominální hlavou Německého spolku, tak tento titul nebyl zahrnut ve velkém titulu.
Velký titul nebyl úplným seznamem všech držených titulů; místo toho končí atd. atd. Dále existoval také střední titul a malý titul. Císařovna měla ženskou verzi titulu.

## Hlavní název
Úplný titul (v němčině) rakousko-uherského panovníka od roku 1914 byl:
Seine Kaiserliche und Königliche Apostolische Majestät
von Gottes Gnaden Kaiser von Österreich,
König von Ungarn und Böhmen, von Dalmatien, Kroatien, Slawonien, Galizien, Lodomerien und Illyrien;
König von Jerusalem etc.;
Erzherzog von Österreich;
Großherzog von Toskana und Krakau;
Herzog von Lothringen, von Salzburg, Steyer, Kärnten, Krain und der Bukowina;
Großfürst von Siebenbürgen, Markgraf von Mähren;
Herzog von Ober- und Niederschlesien, von Modena, Parma, Piacenza und Guastalla, von Auschwitz und Zator, von Teschen, Friaul, Ragusa a Zara;
Gefürsteter Graf von Habsburg und Tirol, von Kyburg, Görz und Gradisca;
Fürst von Trient und Brixen;
Markgraf von Ober- und Niederlausitz und in Istrien;
Graf von Hohenems, Feldkirch, Bregenz, Sonnenberg etc.;
Herr von Triest, von Cattaro und auf der Windischen Mark;
Großwojwode der Woiwodschaft Serbien
etc. etc.
což v překladu znamená:
Jeho císařské a královské Apoštolské Veličenstvo
z Boží vůle císař rakouský,
král uherský a český, dalmatský, chorvatský, slavonský, haličský, vladimiřský a illyrský;
král jeruzalémský;
arcivévoda rakouský,
velkovévoda toskánský a krakovský;
vévoda lotrinský, salcburský, štyrský, korutanský, kraňský a bukovinský;
velkokníže sedmihradský, markrabě moravský;
vévoda horno- a dolnoslezský, modenský, parmský, piacenzský a guastalský, osvětimský a zátorský, těšínský, furlanský, dubrovnický a zadarský;
okněžněný hrabě habsburský, tyrolský, kyburský, goricijský a gradišťský;
kníže tridentský a brixenský;
markrabě horno- a dolnolužický a istrijský;
hrabě hohenembský, feldkirchský, břežnický, sonnenberský;
pán terstský, kotorský a na Slovinském Krajišti;

velkovojvoda srbský atd. atd.
Do 3. října 1866 titul zahrnoval i titul krále lombardského a benátského.

## Vysvětlení jednotlivých titulů uvedených v hlavnímnázvu

### Císař rakouský
V roce 1804 císař Svaté říše římské František II. předvídal rozpad Svaté říše římské, a tak se snažil zachovat císařský status své rodiny vytvořením nového titulu „dědičný císař rakouský“.

### Apoštolský král uherský, král český
Uherské a České království získal Ferdinand Habsburský, budoucí císař Svaté říše římské, svatbou s dcerou krále Vladislava II. Obě království dostal po smrti Vladislavova syna Ludvíka, a to zvolením od stavů obou zemí.

### Král dalmátský
Dalmácie se stala korunní zemí Habsburků smlouvou z Campo Formio. Dříve si na něj činili nárok habsburští císaři jako králové Uherska a Chorvatska, protože od vrcholného středověku byl součástí chorvatského a později uherského královského titulu.

### Král chorvatský
V roce 1102 se chorvatští šlechtici dohodli, že budou sdílet stejného krále jako Uhersko. V roce 1527 byl zvolen chorvatským králem Ferdinand I. a titul se stal dědičným.

### Král slavonský
V 90. letech 14. století uherský král Vladislav II. oficiálně zahrnul Slavonii do královského titulu.

### Král haličský
Halič byla anektována Rakouskem v prvním dělení Polska, čímž vzniklo nové království. Titul si nárokovali uherští králové od středověku.

### Král vladimiřský
Vladimiř byla anektována Rakouskem v prvním dělení Polska. Titul si nárokovali uherští králové, stejně jako Halič, již od středověku.

### Král illyrský
Po opětovném připojení Ilyrských provincií v roce 1815 vytvořili Habsburkové novou korunní zemi. Ačkoli byla zrušen v roce 1848, titul byl zachován.

### Král jeruzalémský
Jeruzalémské království bylo zrušeno po jeho dobytí egyptskými mamlúky v roce 1291 našeho letopočtu. Habsburkové byli jednou z mnoha dynastií, které si nárokovaly titul. Zdědili ho po vévodech lotrinských. V 18. století přidal tento titul Leopold I. Lotrinský, otec Františka I. Štěpána.

### Arcivévoda rakouský
V roce 1282 se německý král Rudolf I. získal Rakouské vévodství. Jeho potomek Fridrich III., císař Svaté říše římské, v roce 1453 oficiálně Rakousko povýšil na arcivévodství, čímž potvrdil padělaný Privilegium minus z roku 1356 vytvořený vévodou Rudolfem IV.

### Velkovévoda toskánský
Po válce o polské dědictví byl budoucí císař Svaté říše římské František I. Štěpán nucen vyměnit své rodné Lotrinské vévodství za Toskánské velkovévodství. Velkovévodství později předal mladšímu synovi, hlavní větev rodu ale tento titul používala i nadále.

### Velkovévoda krakovský
Svobodné město Krakov bylo začleněno do Rakouské říše v roce 1846 po Krakovském povstání a přeměněno na korunní zemi pod názvem Krakovské velkovévodství. Později bylo začleněno do Haliče.

### Vévoda lotrinský
Mužská linie původního rodu Habsburků vymřela s Karlem VI., císařem Svaté říše římské, jeho dcera Marie Terezie se provdala za již zmíněného Františka Štěpána, vévodu lotrinského (pozdějšího císaře Františka I.) a jejich potomci se tak stali rodem Habsbursko-lotrinským. Tím zdědili i titul lotrinského vévody.

### Vévoda štyrský
Rudolf I. Německý pověřil jednoho ze svých synů vévodou štyrským. Titul přešel na leopoldovskou linii, která se stala jedinou zbývající větví habsburského rodu po smrti krále Ladislava Pohrobka.

### Vévoda korutanský
V roce 1335 byl Otto, vévoda rakouský, prohlášen za vévodu korutanského.

### Vévoda kraňský
Kraňsko byl součástí habsburských panství od Rudolfa I. Německého, i když bylo až do roku 1335 pronajato rodu Gorizia. V roce 1364 jej vévoda Rudolf IV. Rakouský povýšil na vévodství.

### Vévoda bukovinský
V roce 1775 Habsburkové anektovali nejsevernější část Moldavského knížectví a vytvořili z ní Bukovinské vévodství.

### Velkokníže sedmihradský
V 16. století byla Transylvánie dobyta Osmany a vytvořena jako samostatné knížectví. V roce 1711 jej Habsburkové získali zpět a ke svým titulům přidali knížete sedmihradského. V roce 1765 bylo knížectví povýšeno na velkoknížectví.

### Markrabě moravský
Morava byla korunní zemí České koruny; takže když se Habsburkové stali českými králi, získali i Moravu.

### Vévoda Horního a Dolního Slezska
Slezsko bylo původně ve vlastnictví Polského království, ale postupně bylo rozbito a získáno jako korunní země České koruny. Po ztrátě většiny historického Slezska ve prospěch Pruska ve slezských válkách Habsburkové konsolidovali to, co zůstalo, do Horního a Dolního Slezska.

### Vévoda modenský
Maria Beatrice Ricciarda d'Este, dcera posledního vévody z rodu Este, se provdala za arcivévodu Ferdinanda Rakouského-d'Este, čímž umožnila přechod tohoto titulu na Habsburky. Následně byla ztracena se Sardinií při sjednocování Itálie.

### Vévoda z parmy, piacenzy a guastally
Karel VI., císař Svaté říše římské, získal Parmské vévodství po válce o polské dědictví, ale jeho dcera Marie Terezie je ztratila po válce o dědictví rakouské.

### Vévoda osvětimský a zatorský
Historicky jedno z vévodství Slezska, bylo získáno polskými králi v 16. století a začleněno do Polsko-litevského společenství. Habsburkové získali tento titul v prvním dělení Polska.

### Vévoda těšínský
Těšínské knížectví bylo jedním ze slezských vévodství, která byla součástí zemí Koruny české. Bylo uděleno Leopoldovi I., vévodovi lotrinskému jako kompenzace za Mantovu a Monferrato. Když se Leopoldův syn František I. Štěpán oženil s Marií Terezií Rakouskou, titul se vrátil rodu Habsbursko-lotrinskému.

### Vévoda furlanský
Tento titul vytvořil Maxmilián I. během italských válek na počátku 16. století. Furlansko bylo součástí Svaté říše římské, ale v roce 1420 bylo ztraceno ve prospěch Benátské republiky. Titul byl vytvořen, aby posílil císařův nárok na region, ale území Habsburkové získali až v roce 1797 smlouvou z Campo Formio. Po Napoleonově porážce území získali znovu, ale navždy bylo ztraceno v Prusko-rakouské válce.

### Vévoda dubrovnický
Dubrovník byla námořní republika, která v pozdním středověku uznala suverenitu uherských králů.

### Vévoda zadarský
Zadar je město v Dalmácii, dnešním Chorvatsku. Ve středověku se o něj bojovalo mezi Uherským královstvím a Benátskou republikou. Obě strany ho považovaly za nedílnou součást Dalmatského království. Poprvé se stalo habsburským panstvím smlouvou z Campo Formio v roce 1797 a poté znovu v roce 1813 po Napoleonově porážce.

### Okněžněný hrabě habsburský
Habsburg byl původním sídlem rodu.

### Okněžněný hrabě tyrolský
Rakouský vévoda Rudolf IV. získal hrabství Tyrolsko v roce 1363.

### Okněžněný hrabě kyburský
Rudolf I. Německý si nárokoval hrabství Kybursko, když jeho vládnoucí rod vymřel. Krátké období vlády města Curychu se stalo trvalým od roku 1452, kdy bylo použito jako zástava za půjčku, kterou Habsburkové nikdy nesplatili. Přesto pokračovali v užívání titulu.

### Okněžněný hrabě goricijský a gradišťský
Habsburkové získali hrabství Gorice v roce 1500. V roce 1647 bylo nedaleké město Gradisca a okolí na pravém břehu řeky Isonzo povýšeno a uděleno rodu Eggenbergů jako knížectví. Po jejím zániku v roce 1754 byla opět sloučena s Goricí.

### Kníže tridentský a brixenský
V roce 1300 byl Trident anektován Tyrolskem, a tak byl ovládán Habsburky.
V roce 1803 bylo Brixenské knížecí biskupství sekularizováno a anektováno Habsburky.

### Markrabě horní a dolní lužice
Lužice byla korunní zemí České koruny, a tak titul Habsburkům náležel jako českým králům.

### Markrabě Istrijský
Střední Istrii získali koncem 14. století Habsburkové. V roce 1466 získali také východní části a přidali své istrijské majetky k vévodství kraňskému. S připojením benátské Istrie v roce 1797 spojili Habsburkové všechny své istrijské majetky do jednoho celku a oživili tento titul, který byl opuštěn koncem 13. století.

### Hrabě hohenembský
Když roku 1759 vymřela mužská linie původních hrabat Hohenemů, přešlo hrabství pod vládu rodu Habsburků.

### Hrabě feldkirchský
Když v roce 1436 zemřel poslední hrabě z Feldkirchu Fridrich VII. Toggenburský, přešlo hrabství zpět pod suverenitu rodu Habsburků.

### Hrabě břežnický
Od roku 1451 bylo Břežnické hrabství v držení rodu Habsburků.

### Hrabě sonnenberský
Sonnenberg vznikl rozdělením Waldburgu. V roce 1511 byl připojen k Rakouskému arcivévodství.

### Pán terstský
Turínským mírem v roce 1381 se Benátky vzdaly svého nároku na Terst a přední občané Terstu požádali Leopolda III. Habsburského, vévodu rakouského, aby učinil Terst součástí svého území.

### Pán kotorský
Po smlouvě z Campo Formio v roce 1797 přešel Kotor na Habsburskou monarchii. Nicméně, v roce 1805 bylo přiděleno jako loutkový stát Napoleonské Francie. Habsburské monarchii byl navrácen Vídeňským kongresem.

### Pán na slovinském krajišti
Od 11. století byla Kraňsko známá pod dvojitým názvem Kraňsko a Slovinské krajiště. V roce 1374 získal hrabství rod Habsburků, kteří převzali titul pánů na slovinském krajišti.

### Velkovojvoda srbský
Vojvodství vzniklo rozhodnutím rakouského císaře v listopadu 1849, po revolucích 1848/1849. Vznikla v souladu s privilegiem uděleným Srbům habsburským císařem v roce 1691, která uznala právo Srbů na územní autonomii v rámci Habsburské monarchie.

## Střední a malý titul
Kromě velkého titulu, který se vyjmenovával až k panství, existoval ještě výše zmíněný střední a malý titul.
- Střední titul končil „Okněžněným hrabětem Habsburským a Tyrolským“. Ještě předtím chyběla jednotlivá panství, ale po korunovaci se „král uherský“ změnil na „apoštolský král uherský“ a před Čechami byl ještě navíc „král“, protože „apoštolský“ se k tomuto titulu nevázal.
- Malý titul buď uváděl nejdůležitější království a končil „arcivévodou rakouským“ (do začátku roku 1868)